# ستيفن الكسندر سميث
ستيفن الكسندر سميث هو كاتب كندي، ولد في 1958.